# Liste der Kreisstraßen im Landkreis Lörrach

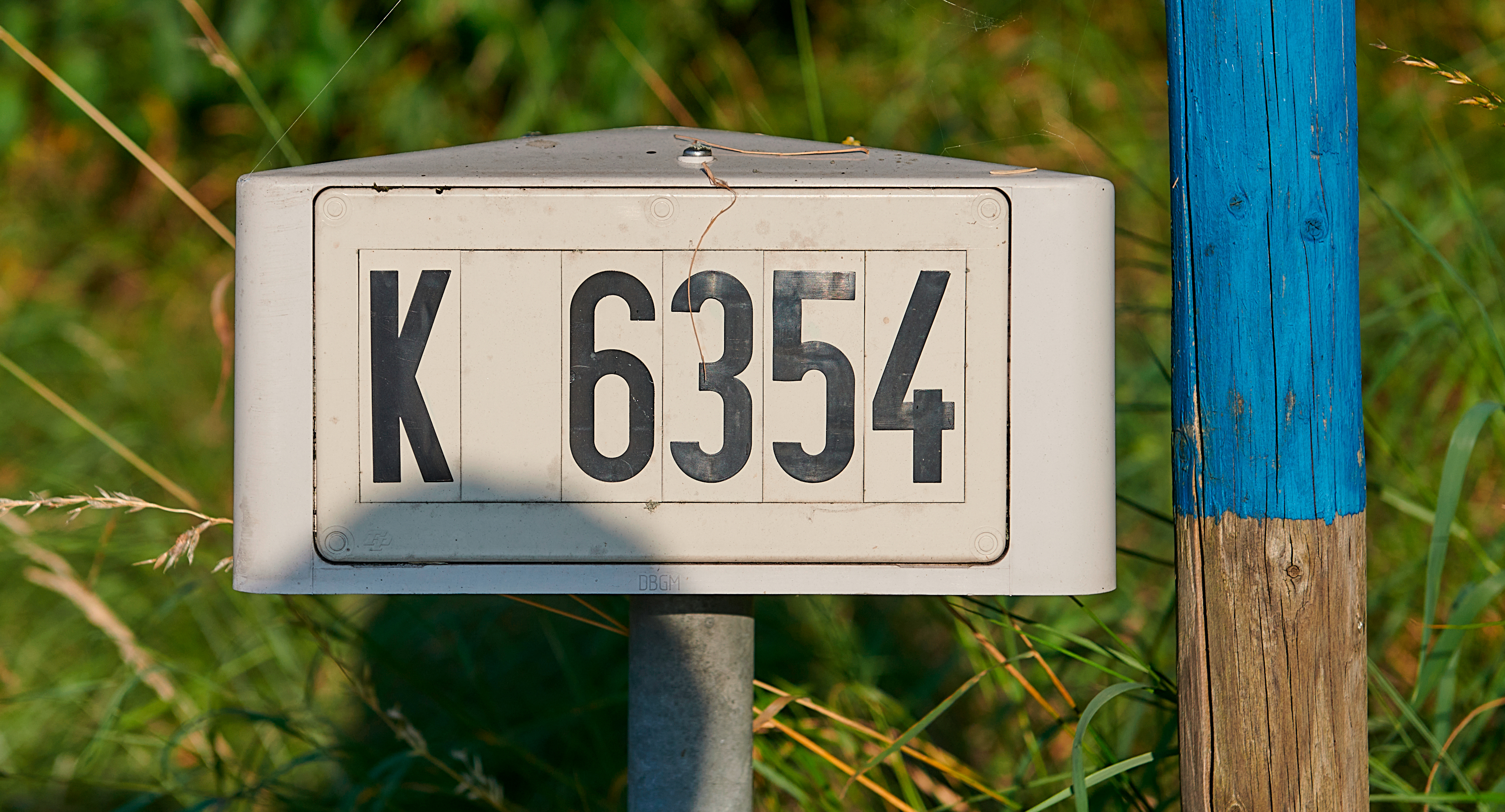
Stationszeichen der K 6354 an Luckepass bei Lörrach

Diese Liste enthält die Kreisstraßen im baden-württembergischen Landkreis Lörrach. Das Netz der Kreisstraßen hat eine Länge von 222 Kilometern.

## Abkürzungen
- K: Kreisstraße
- L: Landesstraße

## Liste
Die Kreisstraßen behalten die ihnen zugewiesene Nummer nicht bei einem Wechsel in einen anderen Stadt- oder Landkreis. Nicht vorhandene bzw. nicht nachgewiesene Kreisstraßen sind kursiv gekennzeichnet, ebenso Straßen und Straßenabschnitte, die unabhängig vom Grund (Herabstufung zu einer Gemeindestraße oder Höherstufung) keine Kreisstraßen mehr sind.
Der Straßenverlauf wird in der Regel von Nord nach Süd und von West nach Ost angegeben.
| Nr.    | Verlauf |
| ------ | --- |
| K 6301 | Pfaffenberg – Atzenbach – – Riedichen – K 6352 |
| K 6302 | – Unterwühre – Mittelwühre – Ehrsberg – Häg – L 146 |
| K 6303 | in Wembach – Künaberg – Stutz – Holz – Stadel |
| K 6304 | Herrenschwand – L 151 |
| K 6305 | in Schönau im Schwarzwald – Bischmatt – Tunau |
| K 6306 | Schönenberg – in Schönau im Schwarzwald |
| K 6307 | L 126 – Todtnauberg |
| K 6308 | L 140 in Wies – nicht befahrbare Strecke – Raich – Ried – Hohenegg – L 139 in Holl |
| K 6309 | L 135 – Endenburg – K 6310 – Kirchhausen – Lehnacker – Sallneck – L 140 in Tegernau |
| K 6310 | K 6309 in Kirchhausen – Hofen – L 136 |
| K 6312 | Vogelbach – K 6350 |
| K 6313 | Käsacker – L 132 in Sitzenkirch |
| K 6314 | (K 4948 im Landkreis Breisgau-Hochschwarzwald) – Kreisgrenze – Kreisstraße ohne Anschluss an eine klassifizierte Straße – Kreisgrenze – (K 4948 im Landkreis Breisgau-Hochschwarzwald) – Kreisgrenze – Blauen |
| K 6316 | L 134 in Liel – Niedereggenen – K 6342 in Obereggenen |
| K 6317 | Feuerbach – L 134 in Riedlingen |
| K 6318 | K 6347 in Bad Bellingen – Hertingen – Ettingen – Tannenkirch – K 6351 |
| K 6319 | K 6351 – Holzen – L 134 in Hammerstein |
| K 6320 | Blansingen – |
| K 6321 | Huttingen – |
| K 6322 | Wintersweiler – |
| K 6323 | L 137 – Efringen-Kirchen – – K 6351 |
| K 6324 | Mappach – K 6351 in Egringen |
| K 6325 | K 6351 in Egringen – Fischingen – |
| K 6326 | Rheinufer – Märkt – in Eimeldingen |
| K 6327 | K 6351 – Schallbach – L 134 in Rümmingen |
| K 6328 | – Ötlingen – Luckepass |
| K 6330 | in Otterbach – Weil am Rhein – Untertüllingen |
| K 6331 | (Hauptstrasse 323 in der Schweiz) – Staatsgrenze – K 6332 in Inzlingen |
| K 6332 | – Inzlingen – K 6331 – Rührberg-Pass – in Wyhlen |
| K 6333 | / – Adelhausen – L 139 – Minseln – in Rheinfelden (Baden) |
| K 6334 | in Höllstein – Hüsingen – Adelhausen – L 139 |
| K 6335 | Hägelberg – L 135 in Steinen |
| K 6336 | in Schopfheim – Wiechs – Nordschwaben – Minseln – Karsau – in Rheinfelden (Baden) |
| K 6337 | K 6353 in Dossenbach – Kreisgrenze – (K 6540 im Landkreis Waldshut) |
| K 6338 | K 6352 – Hasel – |
| K 6339 | in Hausen im Wiesental – Raitbach – Scheuermatt – K 6352 |
| K 6340 | L 134 in Binzen – K 6354 |
| K 6341 | L 123 Wiedener Eck an der Kreisgrenze – L 142 |
| K 6342 | (K 4984 im Landkreis Breisgau-Hochschwarzwald) – Kreisgrenze – Obereggenen – K 6316 – L 132 |
| K 6343 | L 132 – Schloss Bürgeln |
| K 6344 | L 134 in Wittlingen – Wittlinger Höhe – in Haagen |
| K 6345 | – Gupf – Uttnach – K 6351 in Riedlingen |
| K 6346 | L 135 – nicht befahrbare Strecke – L 136 in Weitenau |
| K 6347 | L 134 an der Kreisgrenze – Bad Bellingen – Rheinweiler – Kleinkems – L 137 |
| K 6348 | L 139 in Enkenstein – Maienberg – in Hausen im Wiesental |
| K 6350 | L 140 – Marzell – Malsburg – K 6312 – L 135 in Kandern |
| K 6351 | L 134 in Riedlingen – K 6345 – K 6318 – Holzen – K 6319 – K 6327 – Egringen – K 6324 – K 6325 – K 6323 – /L 137                                                                                               |
| K 6352 | Fahrnau – Kürnberg – K 6338 – K 6339 – Schlechtbach – K 6301 – Gersbach – Kreisgrenze – (K 6586 im Landkreis Waldshut)                                                                                        |
| K 6353 | / in Schopfheim – Dossenbach – K 6337 – Niederdossenbach – in Schwörstadt |
| K 6354 | L 134 in Rümmingen – K 6340 – am Luckepass – K 6328 – Tumringen – /L 141 in Lörrach |